# Kostakii
Kostakii (gr. Κωστακιοί) – wieś w Grecji, w administracji zdecentralizowanej Epir-Macedonia Zachodnia, w regionie Epir, w jednostce regionalnej Arta, w gminie Arta. Miejscowość jest położona 3,5 km na południowy zachód od miasta Arta i 23 km na północny wschód od Prewezy.

## Populacja
Źródło: